# 石田芳恵
石田 芳恵（いしだ よしえ、1977年2月28日 - ）は、圭三プロダクション所属のフリーアナウンサー。岡山県玉野市出身、身長165cm、血液型B型。岡山大学大学院法学研究課政治学専攻を卒業。現在はFMヨコハマ契約アナウンサーとして隔週で平日午後以降のニュースコーナーを担当している。特技は着付け。

## 担当番組
RSK時代
- ニュース（テレビ、ラジオ）
- サンデーベスト
- 日曜は大人スタイル（いずれもラジオ）

その後
- TOKYO FM コスモ アースコンシャスアクト岡山リポーター
- 岡山科学センター プラネタリウム朗読会（倉敷市など多数）
- FMヨコハマ FMYOKOHAMA NEWS